# رودیک پطروسیان
رودیک پتروسیان (ارمنی: Ռուդիկ Պէտրոսյան؛ زادهٔ ۱۸ اکتبر ۱۹۸۰ در لنیناکان) یک وزنه‌بردار اهل ارمنستان است که نماینده ارمنستان در بازی‌های المپیک تابستانی ۲۰۰۰ در وزن ۶۹ کیلوگرم مردان بود.